# Glen de Vries
Glen de Vries (29 juin 1972 - 11 novembre 2021) est un homme d'affaires américain, cofondateur et co-PDG de Medidata Solutions, et un touriste de l'espace.

## Vie personnelle
De Vries a grandi dans l'état de New York et a montré une passion pour les ordinateurs dès son plus jeune âge. Sa mère l'a encouragé à apprendre à danser au lycée. De Vries a étudié à l'université Carnegie-Mellon et a obtenu son diplôme en 1994. Il a appris seul à parler japonais.

## Vol spatial avec Blue Origin
Le 13 octobre 2021, de Vries a accompagné William Shatner avec deux autres astronautes sur une fusée New Shepard dans le cadre de la mission Blue Origin NS-18 dans l'espace,
.

## Mort
Glen de Vries est mort dans un accident d'avion impliquant un Cessna 172 dans une zone fortement boisée près de Hampton Township, New Jersey, le 11 novembre 2021 à l'âge de 49 ans. C'était un pilote privé certifié possédant une qualification aux instruments,.